# Julio Ariz Leiva
Julio Antonio Ariz Leiva (Sonsonate, 17 de julio de 1977-La Democracia, 18 de agosto de 2024) fue un futbolista y entrenador guatemalteco nacido en El Salvador.

## Biografía
Julio Ariz Leiva nació el 17 de julio de 1977 en Sonsonate, El Salvador. En 1999 dio comienzo su carrera como futbolista profesional en el Amatitlán, donde jugó durante cinco años.
En 2002 fichó para el Deportivo Zacapa, club donde permaneció por una temporada. Al año siguiente fue transferido al Baldaccio de Italia, para luego regresar a Guatemala y sumarse al Xelajú.
Entre 2005 y 2007 integró los planteles de Universidad SC, Antigua Guatemala y Deportivo Petapa. En 2008 se sumó al Marquense, terminando su carrera como futbolista profesional en el Águila de El Salvador.
Tras finalizar su carrera como futbolista, se dedicó al entrenamiento profesional, destacándose en distintos equipos de Guatemala, comenzando por el Capitalinos F.C. (temporada 2012-2013), pasando por el Deportivo Senahú (temporada 2013-2014) y logrando el ascenso de ambos equipos a Segunda División.
Dirigió además el Chimaltenango F.C. (temporada 2016-2017), obteniendo su ascenso a Primera División. Posteriormente logró los mismos resultados dirigiendo al San Benito. Más tarde se encargó de dirigir a El Mazateco (temporada 2022-2023), logrando también su ascenso a Segunda División.
Por último se hizo cargo de la dirección técnica del Deportivo San Pedro, club que dirigía al momento de su muerte. En virtud de todos sus logros deportivos como entrenador, fue reconocido como «El Rey de los Ascensos».

### Muerte
Ariz Leiva viajó junto a su plantel a Huehuetenango para disputar ante el club La Democracia, encuentro que se llevaría a cabo el domingo 18 de agosto de 2024. Ese mismo día, el entrenador se encontraba almorzando en un restorán del lugar cuando fue atacado a balazos.